# Сордеволо
Сордеволо (італ. Sordevolo, п'єм. Sordèivo) — муніципалітет в Італії, у регіоні П'ємонт,  провінція Б'єлла.
Сордеволо розташоване на відстані близько 550 км на північний захід від Рима, 60 км на північ від Турина, 6 км на захід від Б'єлли.
Населення — 1382 особи (2014).

## Демографія
Населення за роками:

Станом на 1 січня 2023 року в муніципалітеті офіційно проживав 31 іноземець з 16 країн, серед них 10 громадян країн Євросоюзу та 2 громадяни України.

## Сусідні муніципалітети
- Б'єлла
- Гралья
- Лілліанес
- Муццано
- Окк'єппо-Суперіоре
- Поллоне